# Konstantin Frołow
Konstantin Wasiljewicz Frołow (ros. Константи́н Васи́льевич Фроло́в, ur. 22 lipca 1932 w miejscowości Piesocznia (obecnie miasto Kirow), zm. 18 listopada 2007 w Moskwie) – akademik Akademii Nauk ZSRR i Rosyjskiej Akademii Nauk, specjalista w zakresie maszynoznawstwa, Bohater Pracy Socjalistycznej (1990).

## Życiorys
W 1956 ukończył Briański Instytut Budowy Maszyn, a 1961 aspiranturę Instytutu Budowy Maszyn Akademii Nauk ZSRR, w latach 1956–1958 był inżynierem w leningradzkiej fabryce metalowej, gdzie zajmował się testowaniem hydroturbin. Później pracował w Instytucie Maszynoznawstwa Akademii Nauk ZSRR, w 1962 został kandydatem nauk technicznych, 1961-1976 wykładał w katedrze mechaniki i teorii maszyn i mechanizmów Moskiewskiej Wyższej Szkoły Technicznej im. Baumana, 1977 został redaktorem naczelnym pism „Maszynowiedienije”, „Powierchnost': fizika, chimija, miechanika” i „Prikładnaja matiematika i miechanika”. W 1964 był jednym z inicjatorów utworzenia w instytucie laboratorium techniki wibracyjnej, na podstawie którego w połowie lat 70. założono tam wydział biomechaniki, gdzie prowadzono badania z zakresu dynamiki systemów mechanicznych. Od 1970 doktor nauk technicznych, od 1971 profesor. 23 grudnia 1976 został członkiem korespondentem, a 26 grudnia 1984 akademikiem Akademii Nauk ZSRR (od 1991 Rosyjskiej Akademii Nauk), w 1985 został akademikiem Wszechzwiązkowej Akademii Nauk Rolniczych im. Lenina. Od 1975 dyrektor Instytutu Maszynoznawstwa Akademii Nauk ZSRR, od 15 marca 1985 do 1 listopada 1996 wiceprezydent Akademii Nauk ZSRR/Rosyjskiej Akademii Nauk, w latach 1985–1992 akademik-sekretarz Wydziału Problemów Budowy Maszyn, Mechaniki i Procesów Zarządu Akademii Nauk ZSRR. Od 1985 członek Prezydium Akademii Nauk ZSRR/RAN, 2002–2007 zastępca akademika-sekretarza Wydziału Energetyki, Budowy Maszyn, Mechaniki i Procesów Zarządu RAN. Od 1965 członek KPZR, w latach 1986–1989 zastępca członka, a 1989–1990 członek KC KPZR, 1990–1991 członek Biura Politycznego KC KPZR.

## Odznaczenia i nagrody
- Medal Sierp i Młot Bohatera Pracy Socjalistycznej (30 grudnia 1990)
- Order Lenina (dwukrotnie – 1986 i 1990)
- Order Czerwonego Sztandaru Pracy (1981)
- Order „Za zasługi dla Ojczyzny” II klasy (3 listopada 2007)
- Order „Za zasługi dla Ojczyzny” III klasy (18 czerwca 1999)
- Nagroda Leninowska (1988)
- Nagroda Państwowa ZSRR (1986)
- Nagroda Rady Ministrów ZSRR (dwukrotnie – 1983 i 1990)
- Nagroda Władz Federacji Rosyjskiej (trzykrotnie – 1998, 2000 i 2001)